# Grey Goo (computerspel)
Grey Goo is een real-time strategyspel (RTS) dat ontwikkeld is door Petroglyph Games. Het spel speelt zich af op een fictieve planeet bekend als "Ecosystem Nine", en het plot gaat over het aanhoudende conflict tussen drie facties en hun strijd voor hun bestaan. Het spel is gebaseerd op het grey goo-scenario.
De ontwikkelaars van Grey Goo probeerden een unieke RTS te maken, gericht op de uitvoering van verschillende tactieken i.p.v. micromanagement zoals bij spellen als StarCraft te zien is.

## Facties
Er zijn drie verschillende facties speelbaar in Grey Goo, dit zijn de Humans, Beta en de Goo. Elke factie heeft zijn unieke Gameplay speelstijl.

### Human
De Humans zijn mensen van de planeet Aarde. Na vele mislukte pogingen om buitenaards leven te vinden stopten ze met het zoeken met de aanname dat de Aarde de enige planeet met leven is. Later ontvangen ze een signaal afkomstig van de planeet Ecosystem Nine, waar de Beta leven. De Humans sturen militaire troepen naar Ecosystem Nine, om hun plaats in de ruimte op te eisen.
Eenheden
- Trident
- Revolver
- Dagger
- Gladius
- Longbow
- Howitzer
- Lancer
- Monitor
- Scimitar
- Scythe
- Alpha

Gebouwen
- Headquarters
- Refinery
- Silo
- Straight Conduit
- Cross Conduit
- Assembler
- Large Assembler
- Tank Tech
- Artillery Tech
- Air Tech
- Stealth Tech
- Air Pad
- Anti-Heavy Sentinel
- Artillery Sentinel
- Anti-Air Sentinel
- Detector Sentinel
- Teleporter
- Wall

### Beta
De Beta of Morra zijn een buitenaards ras dat op het punt van uitsterven staat. Opgebouwd uit de laatste restjes van hun populatie, is de Betakolonie op Ecosystem Nine ontstaan uit noodzaak. De Beta zetten alles op alles om hun samenleving verdedigen. De Beta vertrouwen op hun Skycranes om voorraden te vervoeren en hun buitenposten te bouwen.
Eenheden
- Predator
- Commando
- Stalker
- Seeker
- Cloudburst
- Hailstorm
- Avalanche
- Guardian
- Stratus
- Nimbus
- Warbird
- Hand of Ruk

Gebouwen
- Headquarters
- Refinery
- Small Hub
- Medium Hub
- Large Hub
- Silo
- Repair Pad
- Small Factory
- Large Factory
- Hangar
- Wall
- Tank Tech
- Artillery Tech
- Air Tech
- Stealth Tech

### Goo
De Goo was oorspronkelijk ontworpen door de Humans aan het einde van de 21e eeuw als een verkenningsinstrument. De Goo bracht veel van de ruimte in kaart voor de Humans.
De Goo had zijn doel vervuld en mensen dachten dat verdere activiteit ervan gestopt werd. Dit was echter niet het geval. Meer dan een eeuw nadat de verkenning met de Goo gestopt was, is het teruggekeerd uit de laatst overgebleven duisternis van de ruimte. Het is veranderd, geëvolueerd, en is op een pad van vernietiging.
Eenheden
- Radiant
- Strider
- Drover
- Tempest
- Dweller
- Destructor
- Crescent
- Bastion
- Mother Goo
- Small protean
- Large protean
- Purger

Gebouwen
- De Goo heeft geen gebouwen, de Mother Goo, Purger en de proteans maken/transformeren in andere eenheden.

## Plot
De eerste campagne zou over de drie facties gaan, die vechten om een waardevolle grondstof genaamd "Catalyst".